# Издължена костенурка
Издължена костенурка (Indotestudo elongata) е вид влечуго от семейство Сухоземни костенурки (Testudinidae). Видът е застрашен от изчезване.

## Разпространение
Разпространен е в Бангладеш, Виетнам, Индия, Камбоджа, Лаос, Малайзия, Мианмар, Непал и Тайланд.